# Podjela rada
Podjela rada pojam je koji je nastao iz podjele rada produktivih ljudi (dijeliti rad). Danas se pojam koristi općenito (u narodnom gospodarstvu, privredi, organizmu, obitelji, simbiozi). Podjela rada uzrokuje ovisnost (gubitak samostalnosti ili nezavisnosti) pojedinih sudionika i zahtijeva koordinaciju.
Funkcija i funkcionalni dio opisuje radnju ili aktivnost sudionika. Podjela rada odvija se unutar određenog sustava. Svatko obavlja svoje dužnosti u okviru cjeline.
Podjela rada je i prirodni fenomen. U životinjskom carstvu primjerice mravi i pčele brinu se sukladno svojom funkcijom za svoju zajednicu.
Podjela rada je osobitost ljudskog društva.Bez podjele rada ne može postojati moderna ljudska civilizacija.